# Sudovo Hlavno
Sudovo Hlavno är en ort i Tjeckien.   Den ligger i regionen Mellersta Böhmen, i den centrala delen av landet, 27 km nordost om huvudstaden Prag. Sudovo Hlavno ligger 180 meter över havet och antalet invånare är 421.
Terrängen runt Sudovo Hlavno är platt. Runt Sudovo Hlavno är det ganska tätbefolkat, med 78 invånare per kvadratkilometer. Närmaste större samhälle är Černý Most, 19,1 km söder om Sudovo Hlavno. Trakten runt Sudovo Hlavno består till största delen av jordbruksmark.